# Боротьба з моєю родиною
«Боротьба з моєю родиною» (англ. Fighting with My Family) — біографічна спортивна комедійна драма 2019 року, написана і знята Стівеном Мерчантом. Заснований на документальному фільмі 2012 року «Рестлери: Боротьба з моєю сім'єю» Макса Фішера, фільм розповідає про кар'єру англійської професійної рестлерки «Пейдж», яка прокладає собі шлях до WWE, а також про її брата «Зака Зодіака», який не зміг досягти подібного успіху. Флоренс П’ю та Джек Лоуден зіграли Пейдж та Зодіака відповідно, також в ролях Ліна Гіді, Нік Фрост, Вінс Вон та Двейн Джонсон, останній також виступив в якості продюсера.

## Сюжет
Реслери Рік і Джулія Найт виховують своїх дітей Сараю та Зака, щоб ті пішли їхніми стопами; в юності брат та сестра подають заявку на вступ до WWE, і їх оцінює ветеран-тренер Хатч Морган, який погоджується дозволити їм спробувати свої сили перед записом SmackDown на O2 Arena, де вони зустрічаються з легендою WWE Двейном «Скелею» Джонсоном. Незадовго до тренування Сарая бере сценічний псевдонім «Пейдж», на честь своєї улюбленої героїні з телесеріалу «Усі жінки — відьми».
Морган обирає Пейдж для тренувань у WWE, проте Зака ні, незважаючи на протести Пейдж. Морган змушує Зака повернутися додому, давши зрозуміти, що його ніколи не підпишуть у WWE, і Пейдж не має нікого, хто б заступився за неї. Прибувши до NXT у Флориді, Пейдж відчуває труднощі з тренуваннями, особливо зважаючи на те, що її одногрупницями є переважно моделі та чирлідерки, які не мають досвіду боротьби, а отже, є поганими суперницями. Пейдж також бореться з виконанням хореографічних промо, оскільки вони суперечать її власним природним інстинктам, і страждає від того, що Морган постійно применшує її помилки.
Під час свого дебюту в WWE на прямому ефірі NXT Пейдж отримує насмішки від натовпу і застигає, покидаючи ринг у сльозах. Вона намагається вибілити своє темне волосся і засмагає в спреї у відчайдушній спробі бути схожою на своїх однолітків. Після невдачі на смузі перешкод Пейдж накидається на інших тренерів за те, що вони пліткують про неї, хоча це не так. Співчутливий Морган розкриває Пейдж справжню причину, чому він не дозволив Заку записатися: ліга змусила б його працювати чорноробом, що зруйнувало б його здоров'я. Морган натякає, що подібний досвід змусив його відмовитися від власної кар'єри рестлера.
Вважаючи, що професійний реслінг не вартий того, і що вона була б набагато щасливішою, допомагаючи батькам тренувати інших рестлерів, Пейдж вирішує піти з WWE і повернутися до рідного міста. Вона їде додому на різдвяні канікули, щоб повідомити родині про своє рішення. Розлючений тим, що вона відмовляється від мрії, яку він не зміг здійснити, Зак нападає на Пейдж під час рестлінгу, а потім потрапляє в п'яну бійку в барі. Пейдж змінює свою думку після того, як Зак сварить її за те, що вона здалася, і повертається до Флориди, щоб знову приєднатися до WWE. Вона відстоює свою індивідуальність, повернувши собі колишній колір волосся та відтінок шкіри, швидко покращує свої результати на тренуваннях, а також заводить дружбу та заохочує багатьох своїх колег-тренувальників.
Морган приводить стажерів на WrestleMania XXX, де Скеля вітає Пейдж і каже їй, що наступного вечора вона дебютує в Raw проти чинної чемпіонки WWE Divas Ей Джея Лі. Пейдж дебютує на Raw, де знову застигає і зазнає жорстокого побиття від Лі, перш ніж нарешті переломить ситуацію і переможе чемпіонку. Забираючи титул Лі собі, вона з гордістю заявляє: «Тепер це МІЙ дім!», а її сім'я та друзі вітають її перемогу вдома.

## Акторський склад
- Флоренс П’ю — Сарая «Пейдж» Бевіс
  - Тесса Бланшар виконала трюки під час сцен боротьби
- Джек Лоуден — Зак «Zodiac Knight» Бевіс[en], старший брат Пейдж
- Ліна Гіді — Джулія «Sweet Saraya Knight» Хамер[en], мати Пейдж і Зака
- Нік Фрост — Патрік «Rowdy Ricky Knight» Бевіс[en], батько Пейдж і Зака
- Вінс Вон — Хатч Морган, рекрутер та тренер WWE
- Двейн Джонсон — Двейн «Скеля» Джонсон
- Ханна Рей — Кортні, дівчина Зака та мати його сина Кадена
- Теа Тринідад — Ейпріл Жанетт «Ей Джей Лі» Мендес
- Кім Матула — Джері-Лінн
- Аквела Золл — Кірстен
- Джек Гулдборн — Калум
- Стівен Мерчант — Х'ю, батько Кортні
- Джулія Девіс — Дафна, мати Кортні

Крім того, бійці WWE Біг Шоу, Шеймус і The Miz з'являються в образах самих себе, а невказаний у титрах актор зобразив Джона Сіну. Майкл Коул, Джеррі Лоулер і Джон «Бредшоу» Лейфілд коментують матч Пейдж проти Ей Джеї Лі, а Джим Росс коментує матч Скелі. Декілька інших бійців WWE (включаючи самого Сіну), а також справжня сім’я Найтів з’являються в архівних кадрах протягом усього фільму, тоді як сам Зак Зодіак з’являється в камео в ролі лідера банди.

## Виробництво
7 лютого 2017 року The Hollywood Reporter повідомила, що Дуейн Джонсон і Стівен Мерчант об'єдналися з WWE Studios і Film4 для створення фільму, заснованого на житті Сараї «Пейдж» Бевіс, професійної рестлерки WWE. Мерчант буде сценаристом і режисером фільму, тоді як Джонсон виступить продюсером та зіграє епізодичну роль. Через кілька днів після анонсу було оголошено основний акторський склад: Флоренс П’ю в ролі Сараї, Джек Лоуден в ролі брата Сараї, Зака, а також Ліна Гіді та Нік Фрост у ролі їхніх батьків. Metro-Goldwyn-Mayer Pictures придбала права на дистрибуцію 10 лютого за 17,5 мільйонів доларів США. 14 лютого Джонсон оголосив, що Вінс Вон доєднався до акторського складу, і що зйомки розпочнуться наступного дня. Сцени на рингу були зняті після WWE Raw 20 лютого в Staples Center в Лос-Анджелесі. Зйомки також проходили в районі Бракнелла, графство Беркшир, зокрема в акваторії Гарманс, також в Норвічі, Норфолк, Англія, з локаціями навколо міста, а також у приморському містечку Грейт-Ярмут і в Pinewood Studios.

### Історична достовірність
Як і в багатьох інших біографічних фільмів, у фільмі було допущено кілька вільностей щодо шляху Пейдж до WWE. У фільмі вона почала свою кар’єру WWE, виступаючи за NXT, коли вона фактично вперше виступила в Чемпіонаті Флориди з боротьби, час перебування Пейдж у NXT зведено до мінімуму, не згадуючи про її чемпіонство NXT серед жінок, а кілька персонажів були вигаданими, зокрема Хатч Морган. Крім того, Пейдж раніше провалила спробу WWE, перш ніж досягти успіху в іншій. Сам Джонсон ніколи не зустрічався з Пейдж (або з будь-ким із родини Бевіс/Найт), поки не побачив оригінальний документальний фільм у 2012 році, на відміну від вигаданого зображення Джонсона, що зустрічає Пейдж і Зака за лаштунками на заході WWE в Англії; Сам Джонсон щойно повернувся до WWE у 2011 році після семирічної відсутності, коли Пейдж підписала контракт з WWE у квітні 2011 року.

## Випуск
Прем'єра фільму відбулася 28 січня 2019 року на кінофестивалі «Санденс». У США фільм вийшов у обмежений прокат 14 лютого 2019 року в чотирьох кінотеатрах Лос-Анджелеса та Нью-Йорка, а 22 лютого 2019 року — у широкий прокат. У Великій Британії фільм вийшов 27 лютого 2019 року. Фільм був проданий на міжнародному рівні торговим представником Блумом.
Боротьба з моєю родиною зібрала 41,5 млн. доларів у всьому світі при виробничому бюджеті в 11 млн.